# Sofia Martins de Souza
Sofia Martins de Souza (Porto, Portugal, 23 de março de 1870 – Porto, Portugal, 28 de novembro de 1960), também conhecida apenas por Sofia de Souza ou S. Martins, foi uma pintora portuguesa. Era irmã da pintora Aurélia de Sousa e tia da pintora e coleccionadora de arte Marta Ortigão Sampaio, detentora original do espólio exposto na Casa-Museu Marta Ortigão Sampaio do Porto.

## Biografia

### Primeiros Anos

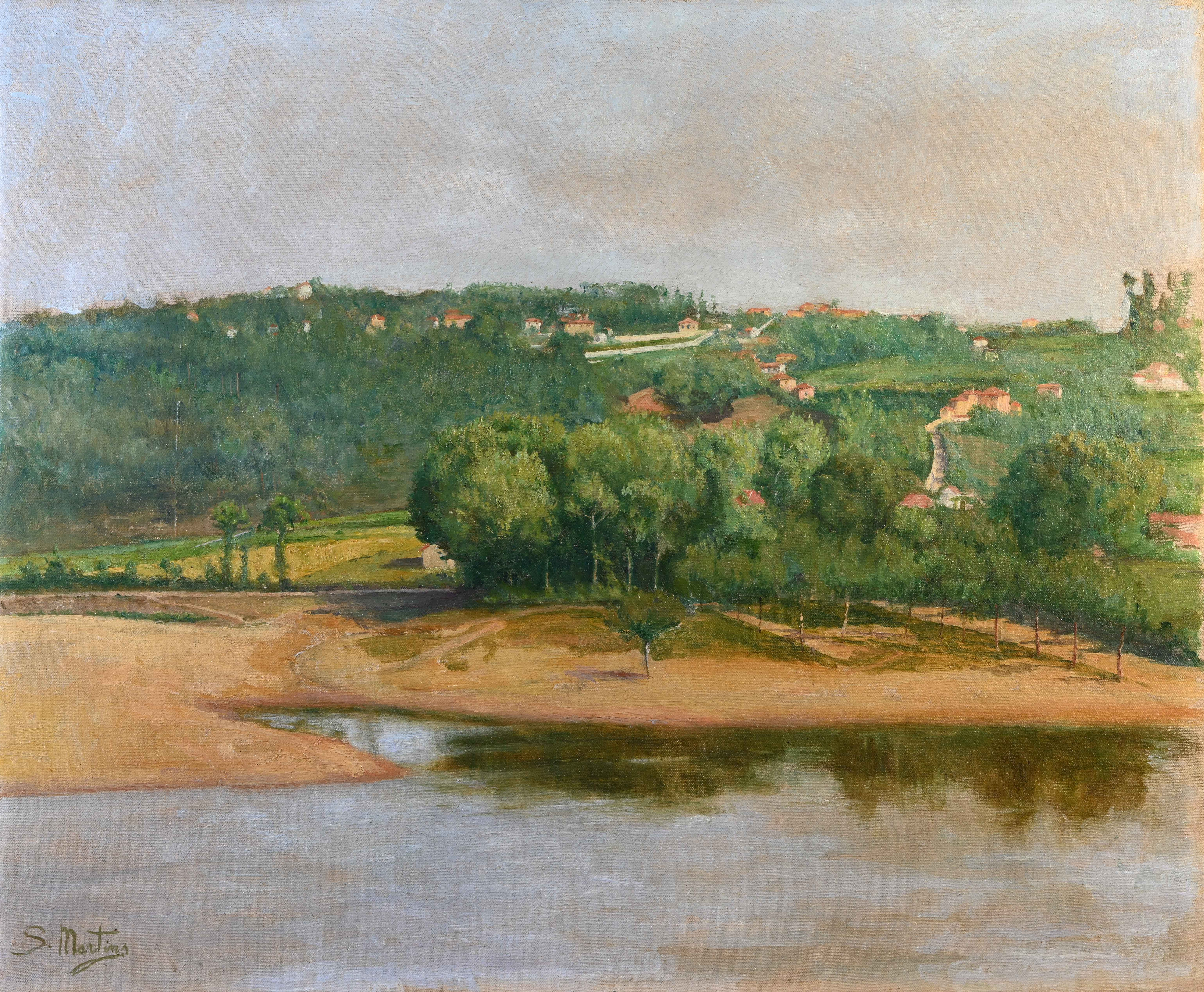
O Areinho, visto da Quinta da China, pintura de Sofia Martins de Souza

Sofia Martins de Souza nasceu a 23 de março de 1870 na freguesia do Bonfim, cidade do Porto, filha de António Martins de Souza, natural da freguesia de Raiva, Castelo de Paiva, e de Olinda Peres, ambos emigrantes portugueses que fizeram fortuna na América do Sul, nomeadamente na construção do caminho-de-ferro do Brasil e do Chile, sendo a mais nova dos sete filhos do casal. 
Foi baptizada na igreja do Bonfim, em 28 de agosto de 1870, juntamente com sua irmã Maria Estela, nascida no mar sob bandeira francesa, em 13 de março de 1869.
Durante a sua infância residiu na Quinta da China, junto ao rio Douro, tendo em 1874, com apenas quatro anos de idade, ficado órfã de pai. Apesar de terem vivido com algumas dificuldades financeiras, até a sua mãe voltar a casar em 1880, tal como as sua irmã Aurélia de Sousa, Sofia aprendeu a tocar piano, bordar, falar francês e ainda recebeu lições de pintura particulares de Caetano Moreira da Costa Lima, discípulo de Auguste Roquemont.

### Formação Artística

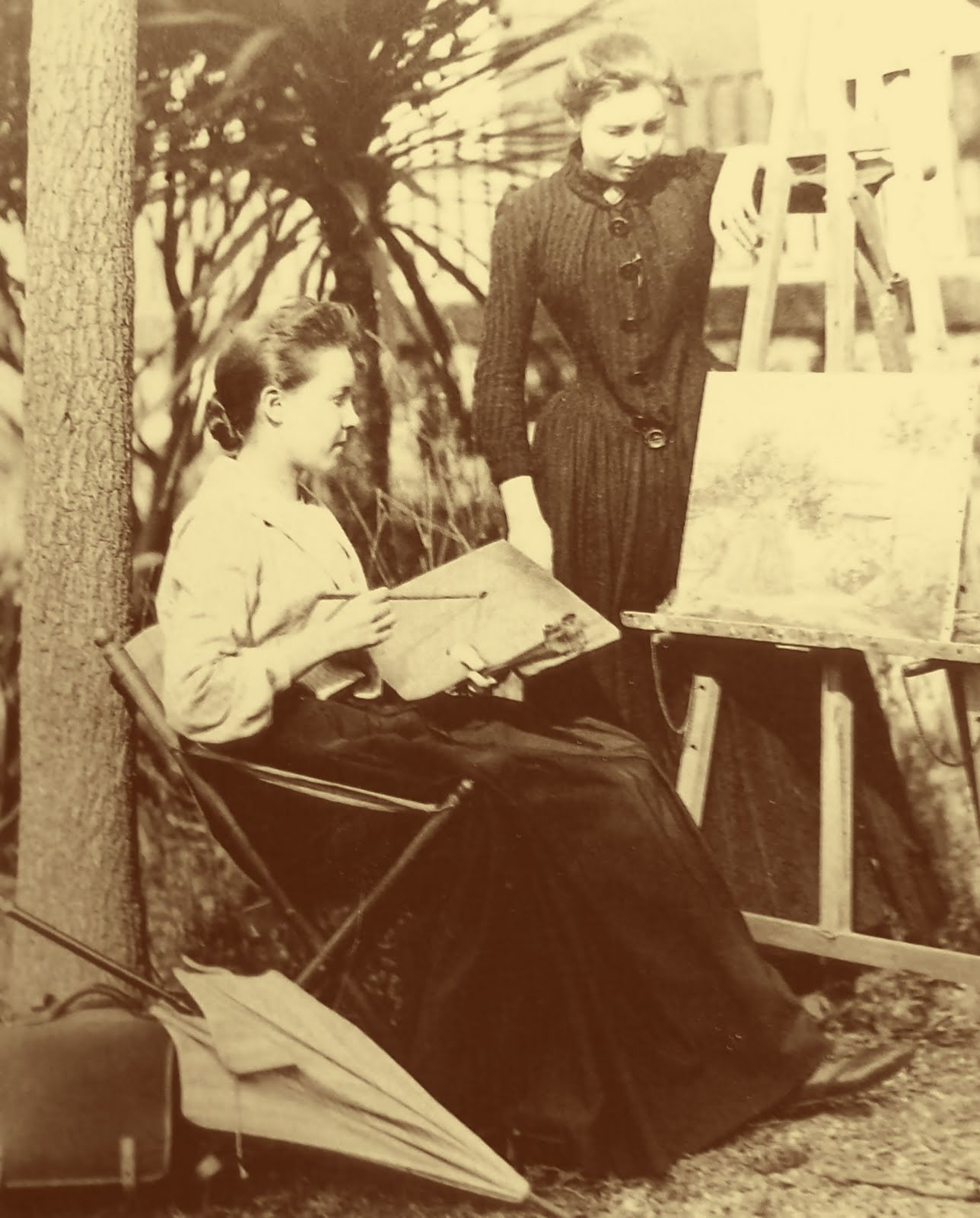
Aurélia de Sousa e Sofia Martins de Souza (1895)

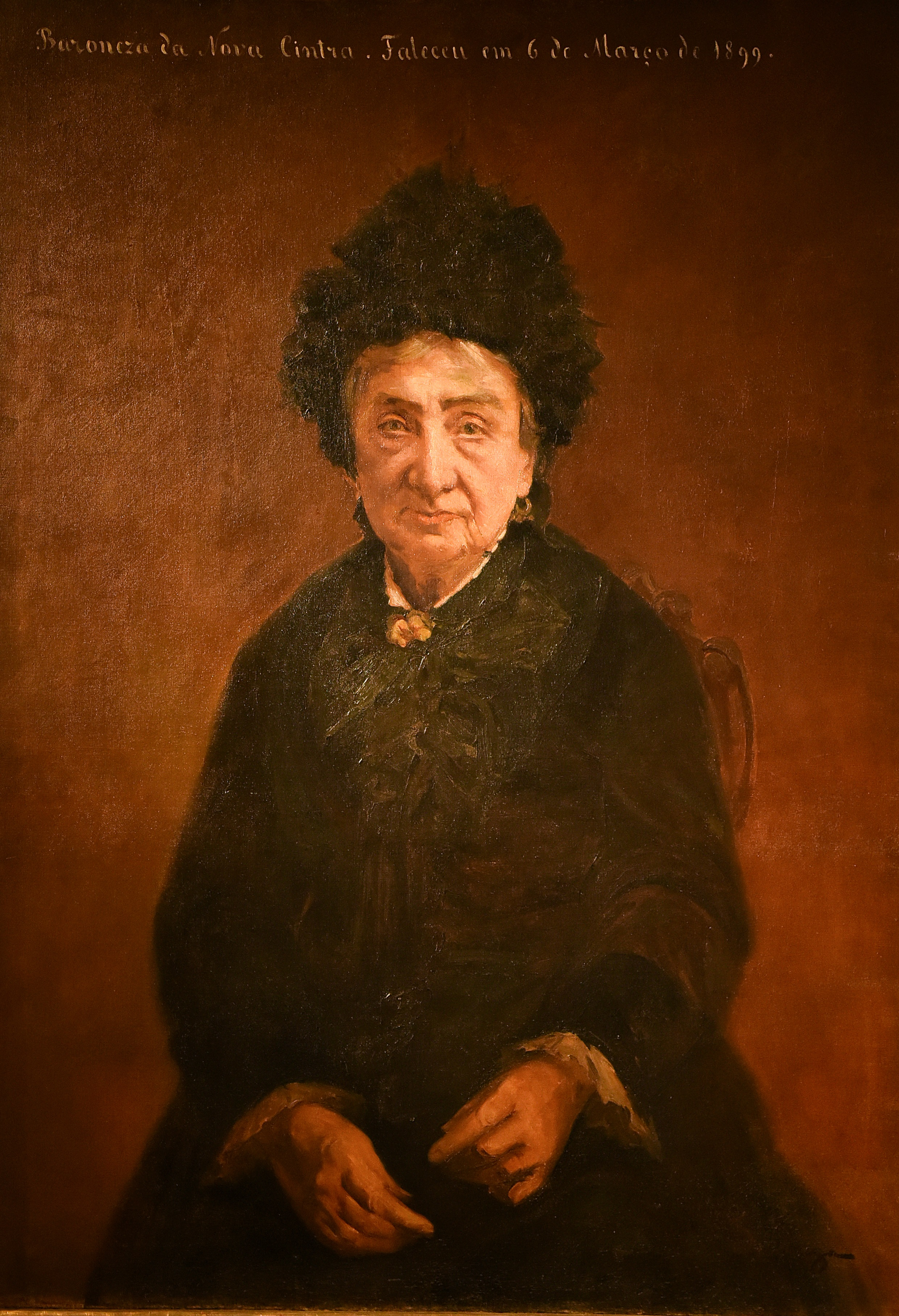
Retrato da Baronesa de Nova Sintra, de Sofia Martins de Souza (Museu da Misericórdia do Porto)

Em 1885, inscreveu-se na Academia Portuense de Belas-Artes, tendo sido discípula do mestre João Marques de Oliveira. Anos mais tarde, juntamente com a sua irmã Aurélia, prosseguiu os seus estudos na mesma academia, ingressando em aulas de Desenho Histórico e Pintura Histórica, contudo sem o direito a uma bolsa financeira ambas não puderam terminar o curso.
Cinco anos depois, Sofia de Souza partiu para Paris, França, durante a Exposição Universal de 1900, com a ajuda monetária da sua sobrinha D. Lucinda Augusta Dias Gaspar e da sua irmã mais velha Maria Estela Souza Sampaio, casada com Vasco Ortigão Sampaio, engenheiro, coleccionador e mecenas das artes, sobrinho do escritor Ramalho Ortigão, para frequentar a École de Beaux-Arts, que somente três anos antes havia passado a aceitar a inscrição de mulheres, e a Academia Julian, tendo sido pupila dos mestres Jean-Paul Laurens e Jean-Joseph Benjamin-Constant. Durante a sua estadia em terras francesas, viveu com a sua irmã, frequentou museus, salões culturais, concertos, conviveu com Teixeira Lopes, Aurélio Paz dos Reis, Ramalho Ortigão e Eça de Queiroz (na altura cônsul em Paris), realizou as suas primeiras exposições além fronteiras e começou a explorar novas técnicas de pintura a óleo e pastel. Um ano depois, as duas irmãs, apelidadas pelas colegas da academia como “Grand Sou” e “Petit Sou”, dedicaram-se quase exclusivamente a viajar pela Europa, tendo visitado os museus de Bruxelas, Antuérpia, Berlim, Roma, Florença, Veneza, Madrid e Sevilha.

### Carreira Artística

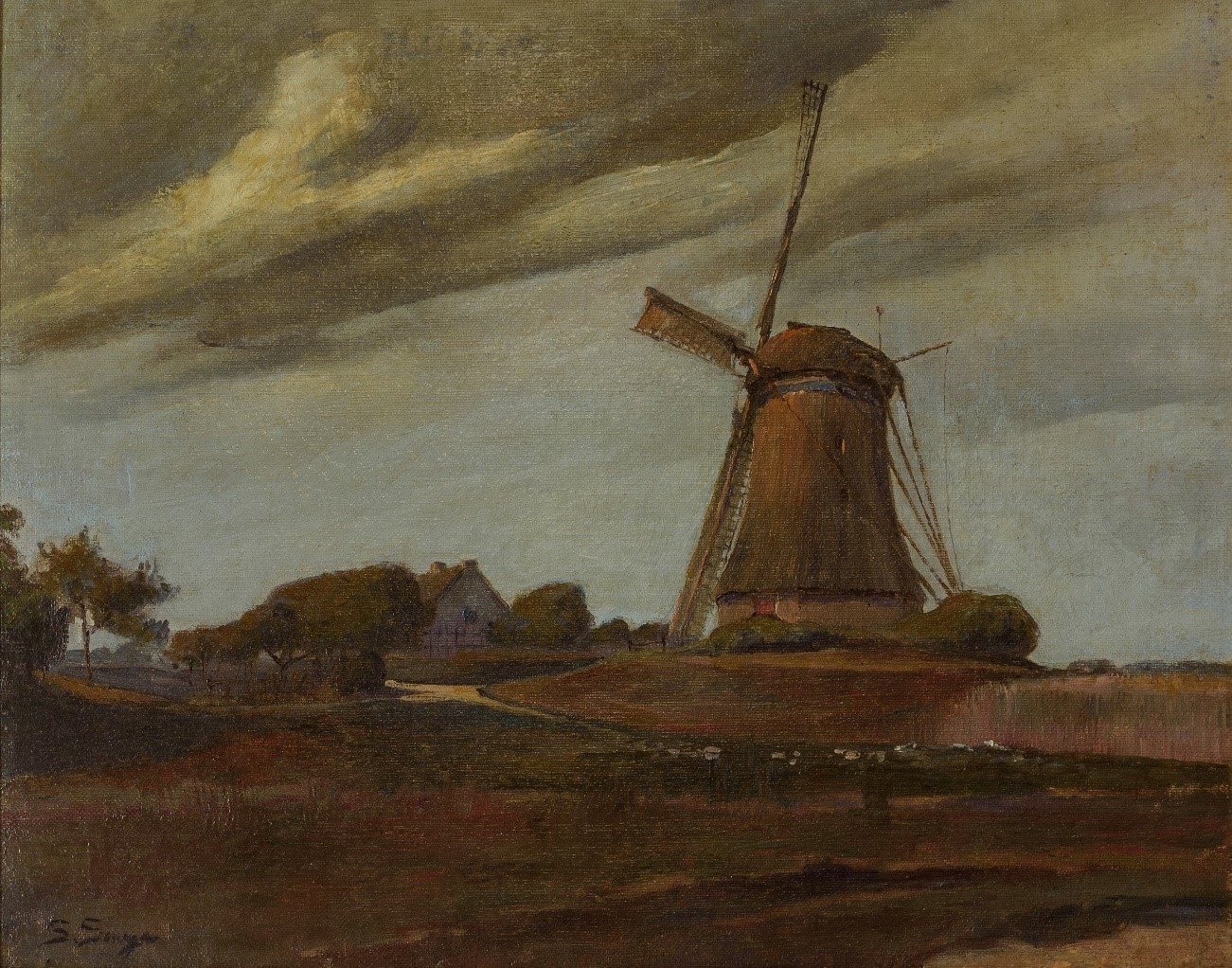
Moinho Holandês, pintura de Sofia Martins de Souza (Museu da Quinta de Santiago, em Matosinhos)

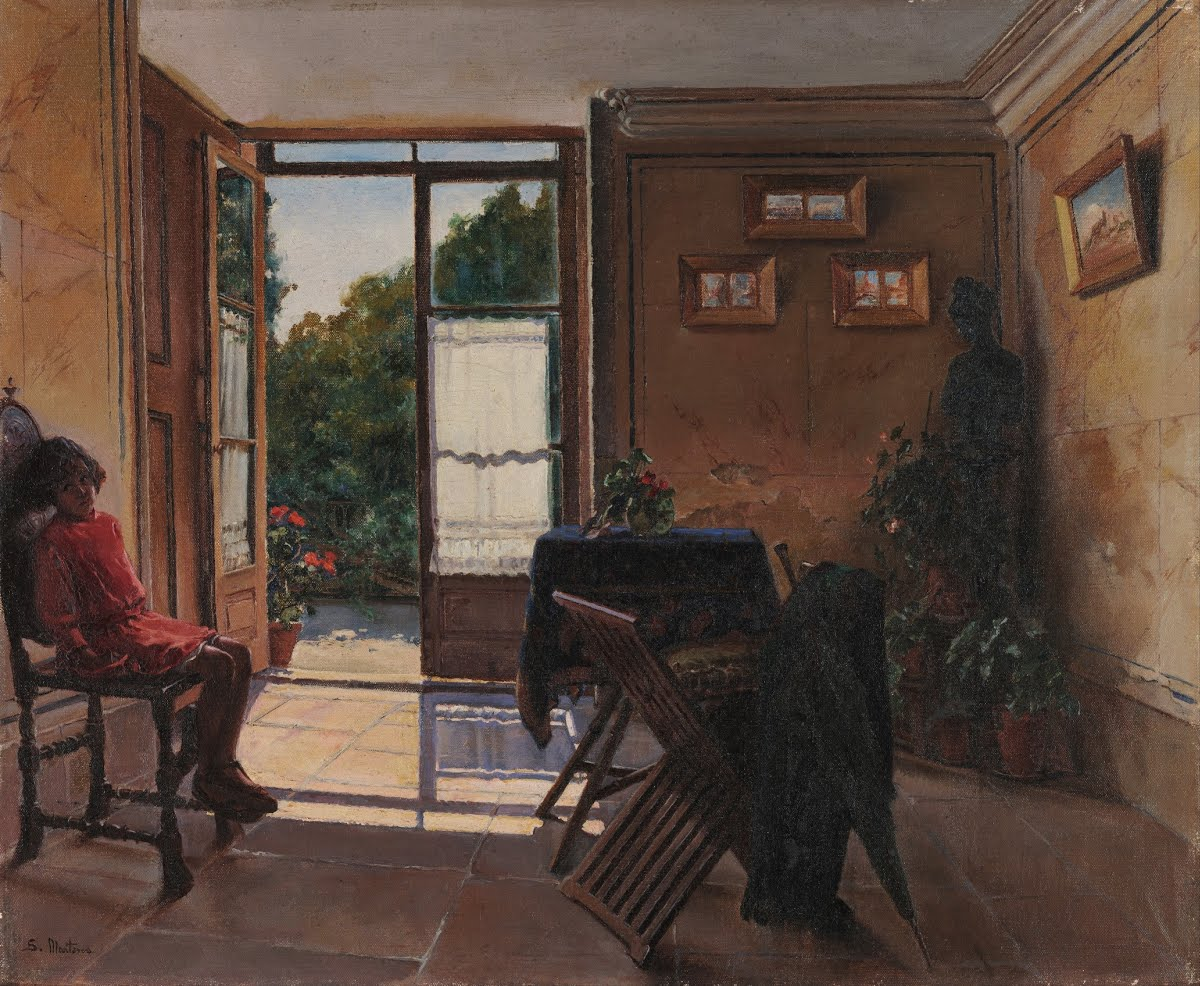
De castigo, pintura de Sofia Martins de Souza (Museu Nacional Soares dos Reis)

De regresso a Portugal, Sofia começou a frequentar vários espaços artísticos e culturais da cidade portuense, expondo as suas obras de estilo naturalista muito pessoal, nomeadamente nas exposições realizadas no átrio da Misericórdia, onde figuravam naturezas-mortas e paisagens registadas nos seus longos passeios de bicicleta com a sua irmã Aurélia e irmão mais novo Victor, para além de vários retratos, autorretratos e cenas de interiores, assinando-os em algumas ocasiões como S. Martins. Entre as suas obras destacavam-se os temas das cenas do quotidiano feminino, onde as mulheres eram retratadas a bordar, a fiar, a ler ou no campo, como "A rapariga de Avintes", "Menina das tranças" ou "Rapariga de Vila da Feira", vários retratos encomendados por senhoras da alta sociedade, como "Retrato da Baronesa de Nova Sintra", ou ainda os seus exuberantes auto-retratos, como "Autorretrato com Chapéu", onde era revelado o seu gosto vibrante e audaz pela moda com recurso ao uso de adereços e cores fora do comum para a sociedade portuguesa, bastante conservadora no início do século XX, sendo essa uma das suas mais conhecidas obras.

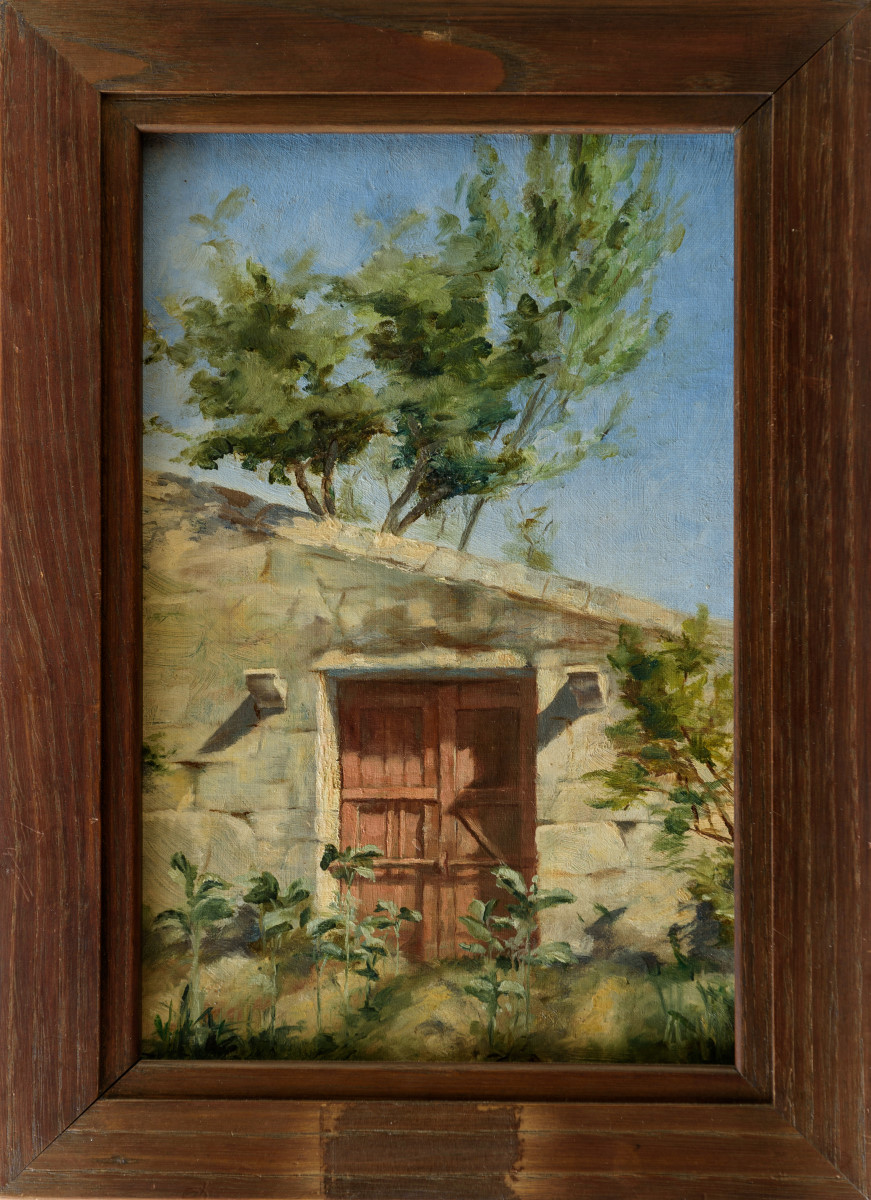
Portão da Quinta da China, pintura de Sofia Martins de Sousa (Museu da Cidade do Porto)

Em 1906, Sofia e a sua irmã Aurélia começaram a dar aulas particulares. Nesse mesmo ano, doaram à Academia Portuense de Belas Artes várias pinturas a óleo, esboços e desenhos a carvão produzidos, em grande parte, durante a sua estadia em Paris e nas suas viagens pelas capitais europeias.
Dez anos depois, em 1916, participou na XIII Exposição na Sociedade Nacional de Belas-Artes, em Lisboa, assim como nas seguintes exposições da sociedade artística lisboeta, tendo também realizado durante esse mesmo período algumas ilustrações para diversas obras literárias, como Dinis e Isabel: conto de primavera (1919) de António Patrício. São também da sua autoria ilustrações de Viagens na Minha Terra, de Almeida Garrett, impressas em 1902.

### Reclusão e Hipocondria
Após a morte de Aurélia de Sousa, em 1922, especulando-se a causa do seu falecimento por tuberculose prolongada, Sofia de Souza, então com 52 anos de idade, começou a apresentar sinais de depressão e hipocondria, refugiando-se em casa, longe do olhar público e dos eventos sociais que tanto frequentava na cidade do Porto, sendo ainda relatado o facto de que regia a sua alimentação com um extremo cuidado, comendo sempre o mesmo ao almoço e ao jantar, tomava sempre banhos frios e que, posteriormente, deixou temporariamente de pintar após a morte da Madame Curie em 1934, por recear o efeito nocivo das tintas na sua saúde. 

### Últimos Anos de Vida
Desde o final dos anos 20, Sofia Martins de Souza viveu quase sempre em reclusão na Quinta da China, casa onde nasceu, cresceu e quase sempre ali viveu. 
Faleceu a 28 de novembro de 1960 em casa, na cidade do Porto, aos 90 anos de idade. Nunca casou ou gerou descendência, tendo deixado em testamento as suas obras artísticas e posses materiais para a família mais próxima. Décadas mais tarde, a sua sobrinha Marta Ortigão Sampaio, legou esses bens para serem expostos na Casa-Museu Marta Ortigão Sampaio, situada no Porto. 

## Homenagens e Legado

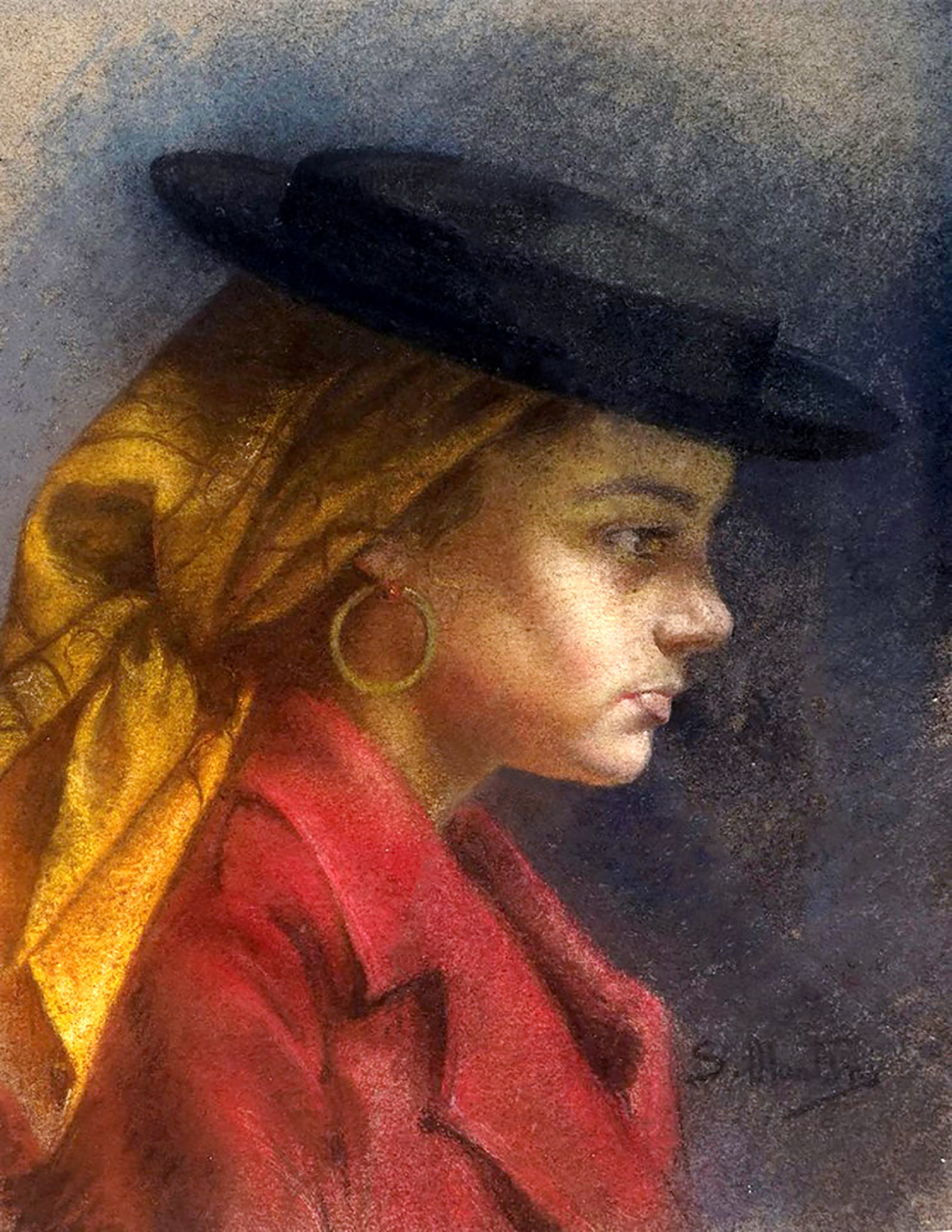
Rapariga de Avintes (1925), pastel sobre papel (Museu Nacional Soares dos Reis)

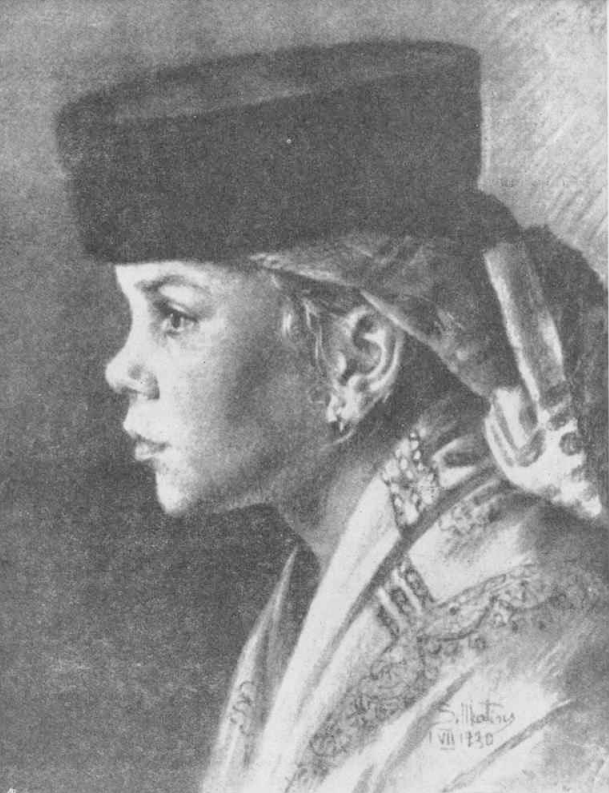
Rapariga de Vila da Feira (1930), pastel sobre papel

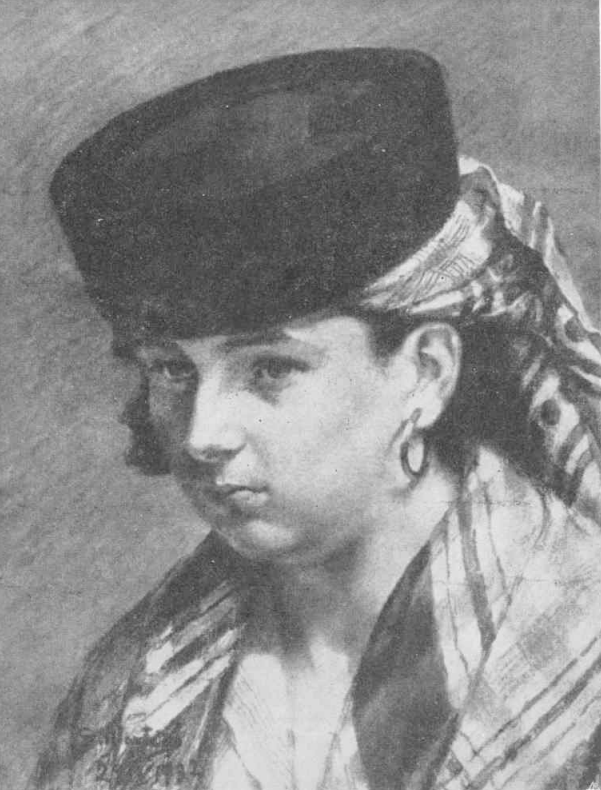
Rapariga de Arrifana (1932), pastel sobre papel

Grande parte do seu espólio artístico encontra-se em colecções privadas e museológicas, sendo possível ver algumas das suas obras no Museu Nacional de Soares dos Reis, no Museu da Misericórdia do Porto e na Casa-Museu Marta Ortigão Sampaio, todos situados na cidade do Porto, assim como, esporadicamente, em leilões para coleccionadores de arte.
Em 1963, foi escolhida, juntamente com outros artistas portugueses como Joaquim Rafael, Dominguez Alvarez, José de Brito, José Campas, António Carneiro, Ernesto Condeixa, Leal da Câmara, Roque Gameiro, Dórdio Gomes, Jaime Isidoro, Alfredo Keil, Acácio Lino, Joaquim Lopes, Artur Loureiro, Jaime Murteira, Marques de Oliveira, Júlio Resende e Aurélia de Sousa, sua irmã, para integrar a exposição colectiva intitulada "O rio Douro : visto por artistas plásticos : óleos e aguarelas", organizada e patente no Museu Nacional de Soares dos Reis, no Porto.
Em 1980 alguns dos seus desenhos foram exibidos na Escola Superior de Belas-Artes do Porto, integrando uma exposição sobre o Nu artístico, que contou com os trabalhos de mais de 200 antigos alunos da instituição. Sofia e Aurélia de Sousa foram as únicas mulheres artistas representadas na exposição.
Em 1984 foi realizada a Exposição de Obras de Aurélia de Souza e Sophia Martins de Souza Pertencentes à Casa-Museu de Artes Decorativas SOSS, uma exposição de retrospectiva da sua obra, na Casa Tait, em Massarelos, Porto.
A sua obra esteve representada nas exposições intituladas Pintores da Escola do Porto, Séc. XIX e XX, nas Colecções do Museu Nacional de Soares dos Reis - 150.º Aniversário do Museu Nacional de Soares dos Reis, patente entre 14 de Setembro de 1983 e 29 de Janeiro de 1984, no Museu Calouste Gulbenkian, em Lisboa, e no Museu José Malhoa, nas Caldas da Rainha, e Paisagem nas Coleções CAM – Fundação Calouste Gulbenkian e Museu Nacional de Soares dos Reis, realizada pela Fundação Calouste Gulbenkian, aberta ao público entre 25 de Outubro de 2012 e 20 de Janeiro de 2013, no Museu de Évora.
Em 2019, dentro do âmbito da iniciativa municipal Um Objeto e seus Discursos por Semana, realizou-se na Casa-Museu Marta Ortigão Sampaio, no Porto, uma sessão com lotação esgotada, onde se homenageou a vida e o trabalho da artista portuguesa.
Algumas das suas obras foram expostas na exposição temporária denominada Vida e Segredo Aurélia de Souza 1866-1922, patente entre 24 de Novembro de 2022 e 21 de Maio de 2023 no Museu Nacional Soares Reis, que evoca a irmã, Aurélia de Sousa, no centenário da sua morte.

## Ligações Externas
- Sofia Martins de Souza, Antiga Estudante da Academia Portuense de Belas-Artes